# Indiana Jones and the Last Crusade: The Graphic Adventure
Indiana Jones and the Last Crusade: The Graphic Adventure – komputerowa gra przygodowa wydana w 1989 przez LucasArts, której fabuła jest oparta na filmie Indiana Jones i ostatnia krucjata.